# Szűcs Ferenc (sportriporter)
Szűcs Ferenc (Székesfehérvár, 1932 – Budapest, 1982. május 10.) magyar sportriporter, sportújságíró.

## Életútja
1953-ban diplomázott a Pedagógia Főiskolán. Még ebben az évben a Magyar Rádióhoz került. Főleg csapatsportok eseményeiről labdarúgásról, vízilabdáról, kézilabdáról és kosárlabdáról, az egyéni sportágak közül leggyakrabban ökölvívásról közvetített. Több olimpiáról és világversenyről tudósított. Rendszeres résztvevője volt a Körkapcsolás bajnoki labdarúgó-mérkőzésekről című rádiós műsornak.
Ötvenévesen 1982. május 10-én hunyt el Budapesten. Május 21-én helyezték örök nyugalomra a székesfehérvári Sóstói temetőben.